# ORP Dzik (293)
Pour les autres navires du même nom, voir ORP Dzik.

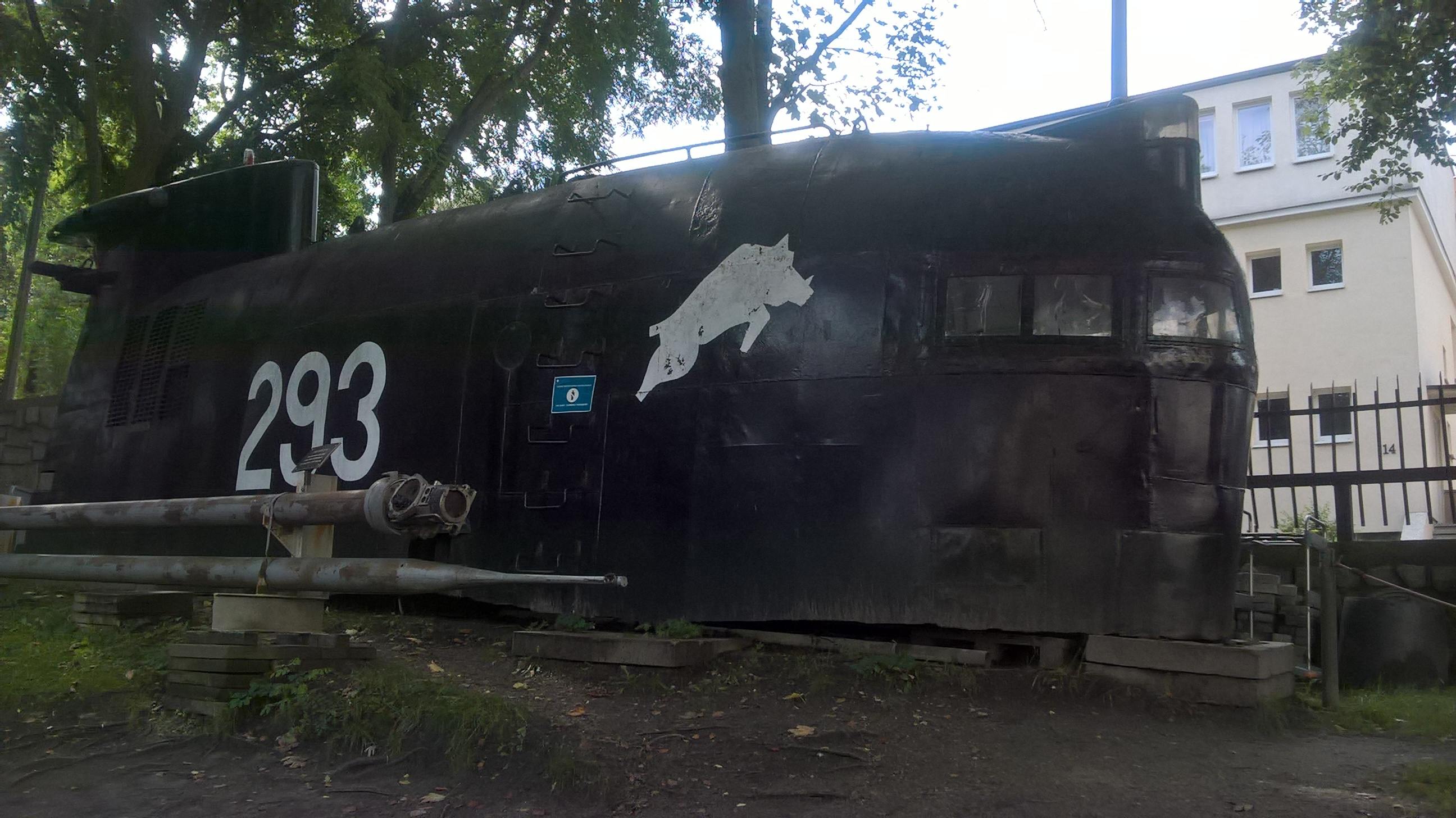
Kiosque du ORP Dzik exposé à Gdynia.

L'ORP Dzik est un sous-marin du projet 641 (code OTAN : classe Foxtrot), en service dans la marine polonaise de 1988 à 2003. Il a été construit en 1966 en Union soviétique. C’était le troisième navire polonais de ce nom. Il a été mis au rebut en mai 2005, bien que le kiosque ait été préservé.

## Historique
Le navire a été lancé le 20 mai 1966 au chantier naval Sudomekh de Leningrad sous le nom de B-441. Il a opéré dans la flotte du Nord de la marine soviétique. En 1988, la Pologne a loué, puis acheté (le navire a été remis en échange des obligations de la partie soviétique au chantier naval) cette unité avec son navire jumeau ORP Wilk (292). Les travaux de réception ont commencé à Riga le 9 novembre 1988, et le 7 décembre 1988, après l’achèvement du transfert du navire, le drapeau polonais a été hissé. Le 12 décembre, le navire quitte Riga et le lendemain il s’amarre au port de guerre de Gdynia-Oksywie.
En juin 1998, le Dzik, après avoir été déguisé (par ajout d’une couverture de kiosque et d’un masque de canon factice en tôle) et repeint en gris, a joué le rôle du sous-marin ORP Orzeł (1939) pour les besoins du film de Bogusław Wołoszański consacré à ce navire.
Les 2 et 3 août 1999, il a participé à des exercices en mer Baltique avec l’équipe permanente de la Force navale atlantique de l’OTAN STANAVFORLANT.
Au cours de son service dans la Marine polonaise, il a parcouru 43 000 milles marins (dont 13 500 sous l’eau), et a fait 583 plongées. Après des tentatives infructueuses de vente à l’étranger, le 27 avril 2005, il a été remorqué jusqu’à Gdańsk et peu après découpé et vendu à la ferraille dans l’ancien chantier naval de Gdańsk. Le kiosque a été conservé pour le Musée de la marine de guerre de Gdynia.

## Commandants
- Capitaine Ryszard Latos
- Capitaine Józef Barański
- Capitaine Czesław Dyktyński
- Capitaine Mirosław Mordel
- Capitaine Lt Jarosław Miłowski
- Capitaine Sławomir Kuźmicki
- Capitaine Lt Dariusz Larowski